# Cincinnati Royals 1958-1959
La stagione 1958-59 dei Cincinnati Royals fu l'11ª nella NBA per la franchigia.
I Cincinnati Royals arrivarono quarti nella Western Division con un record di 19-53, non qualificandosi per i play-off.

## Roster
| N° | Naz.                   | Ruolo | Sportivo        | Anno | Alt. | Peso |
| -- | ---------------------- | ----- | --------------- | ---- | ---- | ---- |
| 10 | Stati Uniti (bandiera) | A     | Larry Staverman | 1936 | 201  | 93   |
| 11 | Stati Uniti (bandiera) | G     | Vern Hatton     | 1936 | 191  | 88   |
| 11 | Stati Uniti (bandiera) | G     | Phil Rollins    | 1934 | 188  | 84   |
| 12 | Stati Uniti (bandiera) | GA    | Sihugo Green    | 1933 | 188  | 84   |
| 14 | Stati Uniti (bandiera) | GA    | Med Park        | 1933 | 188  | 93   |
| 15 | Stati Uniti (bandiera) | G     | Bucky Bockhorn  | 1933 | 193  | 91   |
| 16 | Stati Uniti (bandiera) | C     | Jack Parr       | 1936 | 206  | 100  |
| 20 | Stati Uniti (bandiera) | GA    | Tom Marshall    | 1931 | 193  | 98   |
| 22 | Stati Uniti (bandiera) | AC    | Archie Dees     | 1936 | 203  | 93   |
| 24 | Stati Uniti (bandiera) | AC    | Jim Palmer      | 1933 | 203  | 102  |
| 25 | Stati Uniti (bandiera) | AC    | Dave Piontek    | 1934 | 198  | 104  |
| 26 | Stati Uniti (bandiera) | G     | Johnny McCarthy | 1934 | 185  | 84   |
| 27 | Stati Uniti (bandiera) | GA    | Jack Twyman     | 1934 | 198  | 95   |
| 34 | Stati Uniti (bandiera) | AC    | Wayne Embry     | 1937 | 203  | 109  |

## Staff tecnico
Allenatori: Bobby Wanzer (3-15) (fino al 1º dicembre), Tom Marshall (16-38)